# Peter Revson

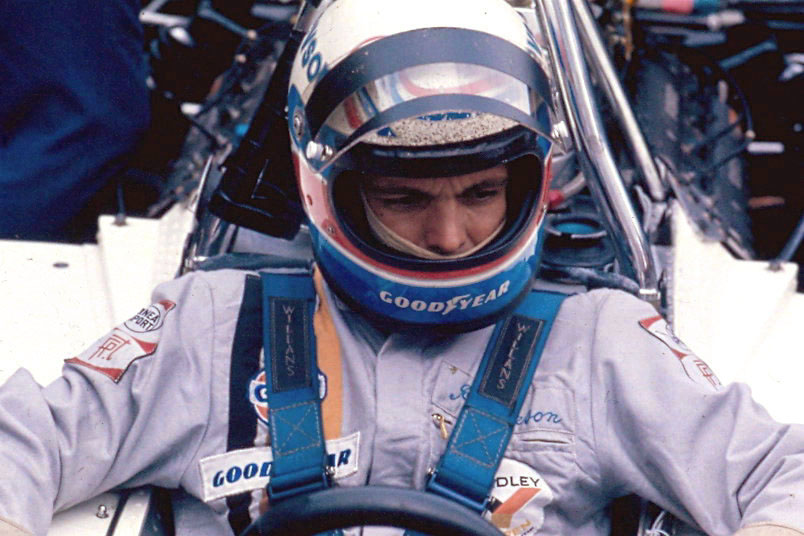
Peter Revson in 1973

Peter Revson (New York, 27 februari 1939 - Kyalami (Zuid-Afrika), 22 maart 1974) was een Amerikaanse formule 1-coureur.
Als erfgenaam van het Amerikaanse cosmeticaconcern Revlon hoefde Peter Revson echt niet voor het geld te racen. Al in 1964 waagde hij een poging in de formule 1, maar dat liep op niets uit. Hoewel zijn broer Doug tijdens een race in Denemarken was omgekomen, zette hij door en reed – en won – in de jaren daarna vooral in Amerika in alles wat vier wielen had. Nadat hij voor McLaren de Can-Am-series had gewonnen en op Indianapolis poleposition had behaald, kwam hij in 1972-1973 voor het formule 1-team uit. Hij werd beide keren vijfde in het wereldkampioenschap en won twee grands prix. In totaal verscheen hij 30 van de 32 keer aan de start van een race waarvoor hij ingeschreven stond.
Toen Emerson Fittipaldi in 1974 McLaren kwam versterken, koos Revson voor Shadow. Tijdens een test op het Zuid-Afrikaanse Kyalami brak de wielophanging van zijn auto, waardoor hij in de vangrails vloog en omkwam.